# Болшой Камен
Болшой Камен (на руски: Большой Камень – Голям камък) е град в Приморски край, Русия, център на едноименно закрито административно-териториално образувание (затворен град).
Намира се между Владивосток и Находка. Разположен е на 15 северозападно от гр. Фокино и на 20 км източно от Владивосток, на срещуположния бряг на Усурийския залив. Основната част от селището се разполага край едноименния неголям залив Болшой Камен. Интересно е да се отбележи, че Япония, намираща се на изток, времето изостава с 2 часа от местното Приморско време и съответства на Иркутското време.
Според преброяването от 2002 г. градът има 38 394 жители. По официални данни населението достига 39 447 души към 1 януари 2013 г.
В града се разполага ДВЗ „Звезда“ – единственото в Далечния изток на Русия предприятие, специализирано за ремонт, преоборудване и модернизация на кораби с ядрени енергетични установки. Строи се най-голямата в страната корабостроителница „Звезда DSME“ за съдове с дедуейт до 300 хиляди тона.